# جوناثان شميد
جوناثان شميد (بالفرنسية: Jonathan Schmid)‏ (26 يونيو 1990 ستراسبورغ فرنسا - ) هو لاعب كرة قدم فرنسي يلعب كلاعب وسط.

## روابط خارجية
- جوناثان شميد على موقع قاعدة بيانات كرة القدم.إي يو (الإنجليزية)
- جوناثان شميد على موقع بيانات كرة القدم. دي إي (الألمانية)
- جوناثان شميد على موقع Soccerway.com (الإنجليزية)
- جوناثان شميد على موقع عالم كرة القدم.نت (الإنجليزية)
- جوناثان شميد على موقع AS.com (الإسبانية)